# تفجير سيارة في عدن 2016
قتل 27 شخصا على الأقل في انفجار سيارة مفخخة انتحارية استهدفت قرى عسكرية في عدن كبرى مدن جنوب اليمن حيث تنشط منظمات جهادية عدة. انفجرت سيارتان مفخختان في الشعب غرب عدن وانفجرت سيارة إسعاف بالقرب من حاجز في وسط مدينة المنصورة وأعلنت عاصمة «مؤقتة» لليمن منذ استئنافها في يوليو 2015 من قبل القوات الموالية للحكومة بعد معركتهم ضد المتمردين الحوثيين الشيعة. أعلن الفرع اليمني لداعش مسؤوليته عن الهجوم.